# Leptanthura victori
Leptanthura victori là một loài chân đều trong họ Leptanthuridae. Loài này được Negoescu miêu tả khoa học năm 1985.